# Пилиповка (Одесская область)
Пилиповка (укр. Пилипівка) — село, относится к Любашёвскому району Одесской области Украины.
Население по переписи 2001 года составляло 151 человек. Почтовый индекс — 66550. Телефонный код — 4864. Занимает площадь 0,507 км². Код КОАТУУ — 5123380303.

## Местный совет
66550, Одесская обл., Любашёвский р-н, с. Агафиевка